# Sweet Mom
「Sweet Mom」（スウィート マム）は、柴咲コウの8枚目のシングル（RUI名義含む）。2005年10月5日発売。発売元はユニバーサルミュージック。

## 解説
映画『黄泉がえり』（主題歌はRUI）と同じ原作・梶尾真治、監督・塩田明彦、と共通点の多かったスタッフの下、制作された映画『この胸いっぱいの愛を』の主題歌となった。

## 収録曲
1. Sweet Mom
（作詞:柴咲コウ 作曲・編曲:市川淳 ストリングス・アレンジ:弦一徹）
東宝配給映画『この胸いっぱいの愛を』主題歌
2. memory pocket -メモポケ-
（作詞:柴咲コウ 作曲:Jin Nakamura 編曲:華原大輔&REO）
スクウェア・エニックスRPG「CODE AGE COMMANDERS」イメージ・ソング
3. あどけない温もり
（作詞:井筒日美 作曲:小松清人 編曲:Jin Nakamura）
4. Sweet Mom (Backing Track)
（作曲・編曲:市川淳 ストリングス・アレンジ:弦一徹）
5. memory pocket -メモポケ- (Backing Track)
（作曲:Jin Nakamura 編曲:華原大輔&REO）

## 収録アルバム
Sweet Mom
- 『ひとりあそび』
- 『Single Best』
- 『KO SHIBASAKI ALL TIME BEST 詩』

memory pocket -メモポケ-
- 『ひとりあそび』
- 『The Back Best』

## 試聴（公式）
- Sweet Mom （ミュージックビデオ） - YouTube